# Benedikt Dorn (Sänger)
Benedikt Dorn (Künstlername: DORN; geboren um 1988) ist ein deutscher Sänger.

## Leben
Dorn stammt aus dem oberbayerischen Vagen und begann mit sieben Jahren mit dem Gitarrespielen. Mit 13 Jahren gründete Dorn seine erste Band im Stile des Pop-Punk, drei Jahre später baute er sein eigenes Tonstudio auf. Er spielt neben der Gitarre auch Bass, Schlagzeug und Keyboard. 2011 stieg er als Produzent und Musiker bei der Pop-Rock-Band VAIT aus Bad Aibling ein.
Nach dem Abitur 2008 am Gymnasium Bad Aibling absolvierte Dorn ein duales Studium der Medien- und Kommunikationswissenschaft bei der GEMA und an der DHBW. Seit 2013 ist er Inhaber von Audiotoxin und produziert Werbemusik. Bekanntheit erlangte Dorn durch sein Lied „A Better Part of Me“, das seit Januar 2015 als Titelsong der deutschen Arztserie In aller Freundschaft – Die jungen Ärzte dient. Der Kontakt zur Serie entstand über den Musikproduzenten Curt Cress. Auch die Songs „Traces“, „The Way Back Home“ und „All the Good People“ sind regelmäßig im Soundtrack der Serie zu hören. Im Februar 2016 erschien sein Soloalbum „Withinbetween“ bei F.A.M.E. Artist Recordings, einem Sublabel der Sony Music Entertainment, das unter anderem die in der Vorabendserie verwendeten Lieder enthält. Im Jahr 2021 spielte er einen Weihnachtsmarktsänger im Film Adventskind, einem Spielfilm-Special der Arztserie In aller Freundschaft – Die jungen Ärzte.

## Diskografie
Soloalben
- 2016: Withinbetween (F.A.M.E. Artist Recordings)